# Mimetauge napeogenalis
Mimetauge napeogenalis is een vlinder uit de familie van de snuitmotten (Pyralidae). De wetenschappelijke naam van deze soort is voor het eerst voorgesteld door Eugene Gordon Munroe in een publicatie uit 1970.
De soort komt voor in Peru.